# Гвоздецкая поселковая община
Гвоздецкая поселковая общи́на (укр. Гвіздецька селищна громада) — территориальная община в Коломыйском районе Ивано-Франковской области Украины.
Административный центр — посёлок Гвоздец.
Население составляет 7207 человек. Площадь — 65,3 км².

## Населённые пункты
В состав общины входят 1 посёлок (Гвоздец) и 7 сёл:
- Беремяны
- Кулачковцы
- Малый Гвоздец
- Остапковцы
- Старый Гвоздец
- Хомяковка
- Чехова